# まるい手帖
まるい手帖（まるいてちょう）は、丸井今井の買物案内を放送していたラジオ番組。HBCラジオ、STVラジオ、AIR-G'がそれぞれ別内容で放送していた。

## 概要
各局とも、毎日9:55 - 10:00までの放送。開店時刻にあわせるため、10時の時報直前まで放送し（いわゆる「ステブレレス」）、最後は「まもなく午前10時、丸井今井開店のお時間です」と締めてそのまま時報に入っていた。

### HBCラジオ
月曜 - 土曜は自社制作ワイド番組に内包、日曜は独立した番組であった。
セールや催事の情報を局アナが読み上げており、オリジナルのテーマ曲をBGMとしていた時期もあった。
丸井今井の店舗が所在する地域の放送局（札幌・函館・室蘭・旭川・釧路）では各局別内容で放送していた。
丸井今井の店舗がない帯広放送局と北見放送局ではローカル番組に差し替えたり、札幌放送局からネット受けしていた。当初は釧路放送局も同様の対応としていたが、1996年に釧路店が開店したため独自制作の「釧路まるい手帖」に切り替えた。
1996年に釧路店が開店したが、他の道内各放送局で「まるい手帖」が終了した後も、釧路放送局では釧路店の買物案内として「まるい手帖」の放送を続けていた。
放送していた3局では最も終了が遅かった。

### STVラジオ
月曜 - 金曜・日曜は独立番組、土曜のみ自社制作ワイド番組に内包していた。
HBCと同様にセールや催事の情報を局アナが読み上げていた。
HBCと異なり各局別の差し替えは行わず、道内全域で札幌本店の情報を放送していた。
放送終了はHBCよりも早かった。
番組として終了した後は午前10時の時報の前にコマーシャルでまるい手帖に近い形の内容を放送していた。

### AIR-G'
上記の2局とは異なり「まるい手帖 さっぽろタウン・タウン」のタイトルで放送。開局時より放送していた。
月曜 - 金曜は自社制作ワイド番組に内包、土曜・日曜は独立した番組であった。
アナウンサーは番組開始～終了まで、在札のフリーアナウンサーで、現在も同局の定時ニュースを担当している田中栄子が出演。

STVと同様に地域別の差し替えは行わず、放送エリア内全域で札幌本店の情報を放送していた。
上記2局と異なり、番組前半は店舗情報と関係ない時節の話題などを取り上げ、後半で札幌本店のセールや催事の情報を紹介していた。なお、丸井今井の定休日となっていた水曜日はほぼ全編を時節の話題とし、最後に定休日の案内をしていた。
土曜・日曜版が先に終了し、その後平日分も終了した。放送していた3局では最も番組の終了が早い。
時報のあと10時からは「札幌三越、ただいま開店致しました」のフレーズで始まる『三越レディースサロン』も放送していた（平日のみ、既に終了）。
2012年1月現在は10時の時報前に三井アウトレットパーク 札幌北広島、時報後にアピアの開店告知CMが流れている（アピアは平日のみ）。